# Fàbrica al carrer del Sol (Igualada)
La fàbrica al carrer del Sol és un edifici de'Igualada (Anoia) inclòs a l'Inventari del Patrimoni Arquitectònic de Catalunya.

## Descripció
Fou una antiga adoberia, amb l'habitatge al costat, construïda a principis del segle xx. En destaquen els arcs escarsers fets de totxo cuit que coronen les diverses obertures de l'edifici. És força remarcable la muralla exterior amb uns acabaments amb alternança de pilars que incorporen una mínima part de decoració en ceràmica de color. L'edifici està cobert amb un terrat de barana balustrada feta amb totxo vist.